# 黄金の道
黄金の道（The Golden Road）とは、L・M・モンゴメリが1913年に書いた本である。モンゴメリが1911年に書いたストーリー・ガールの続編である。
題名の黄金の道とは、何もかもが身近である子供時代のことである。